# 短爪黄堇
短爪黄堇（学名：Corydalis drakeana）为罂粟科紫堇属下的一个种。

## 扩展阅读
- 維基物種上的相關：短爪黄堇